# Kurulischer Stuhl

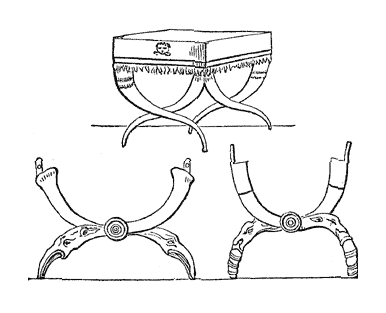
Schema der Sella Curulis

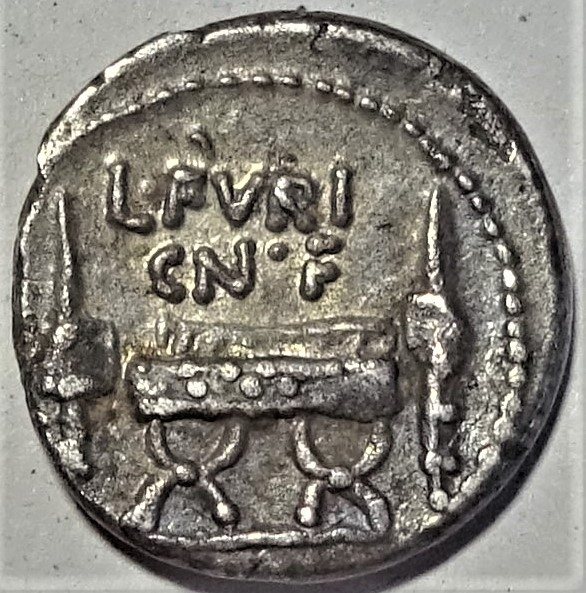
Sella curulis auf Denarrückseite des L. Furius Cn. f. Brocchus, 63 v. Chr.

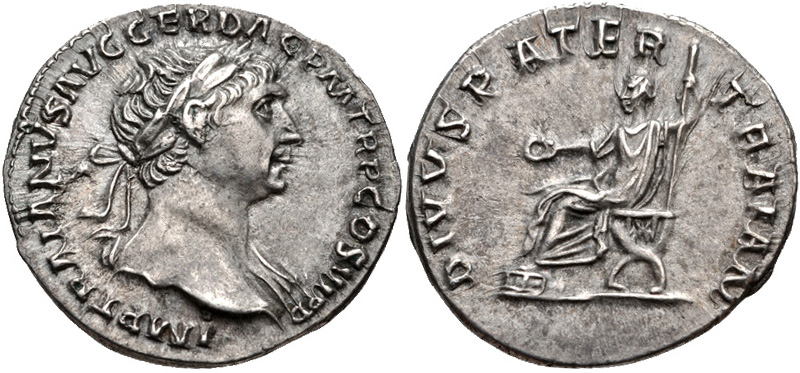
Münze des Kaisers Trajan mit Darstellung seines vergöttlichten Vaters auf dem kurulischen Stuhl

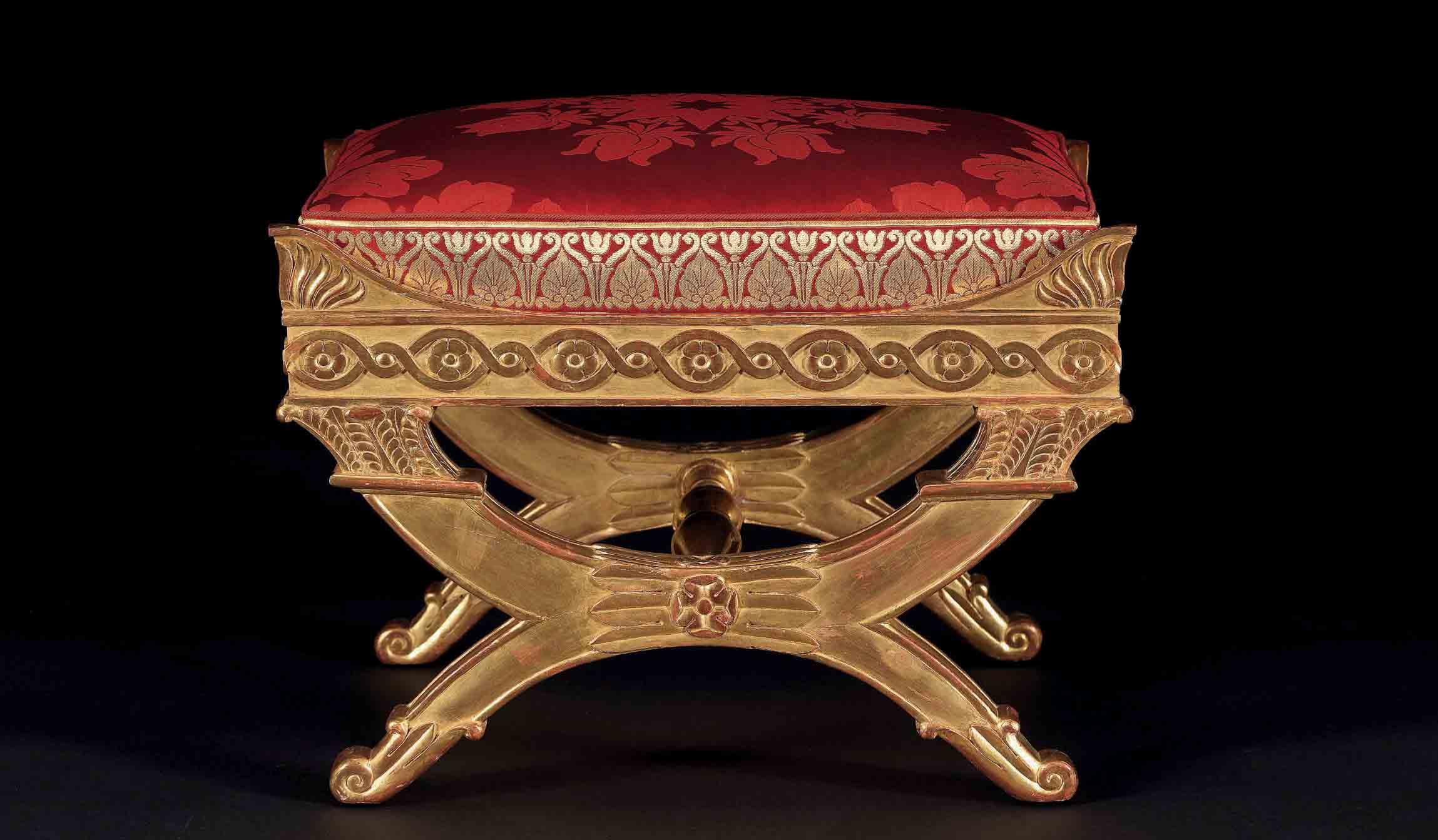
Höfischer Hocker in Form der Sella Curulis, Holz geschnitzt und vergoldet. Berlin um 1810. Das Design wohl von Karl Friedrich Schinkel.

Der Ausdruck kurulischer Stuhl (lateinisch sella curulis Femininum, „Wagenstuhl“) bezeichnete im antiken Rom den Amtsstuhl der höheren Magistraten als Herrschaftszeichen. Ihren Ursprung hatte die sella curulis wohl im Stuhl der (etruskischen) Könige, die auf ihm sitzend von ihrem Wagen herab Recht sprachen.
Von dem Recht, auf der sella curulis zu sitzen, wurde der Inhaber höherer Ämter als curulis bezeichnet. Die kurulischen Magistrate (kurulischer Ädil, Praetor, Consul und außerhalb des cursus honorum der Zensor) waren höher angesehen als die nicht-kurulischen (Volkstribun, plebejischer Ädil und Quaestor). Ebenfalls auf der sella curulis sitzen durften der Diktator, der magister equitum, der Interrex, der Decemvir und der Flamen Dialis.
Der Stuhl als solcher war ein Klappstuhl und hatte x-förmig gekrümmte Beine, jedoch keine Arm- und Rückenlehne. Er war Auszeichnung und Statussymbol. Später oft mit edlen Materialien wie Gold und Elfenbein geschmückt, die den besonderen Status verdeutlichten, war dieser Stuhl nicht für den alltäglichen Gebrauch, sondern nur für Amtshandlungen wie vor allem Gerichtssitzungen bestimmt.
Die sella curulis blieb auch in Kaiserzeit und Spätantike ein zentrales Symbol für die Ausübung legaler politischer Macht und Rechtsprechung; auch nach dem Ende der Antike wurde sie mit kaiserlicher und königlicher Autorität und weltlicher Herrschaft in Verbindung gebracht.
Eine Weiterentwicklung des kurulischen Stuhls ist der Scherenstuhl.